# كونراد ايكين
كونراد ايكين (5 أغسطس 1889 - 17 أغسطس 1973) (بالإنجليزية: Conrad Aiken). هو روائي وشاعر وكاتب مسرحي وكاتب مقالات أمريكي. تضمنت كتاباته الشعر والقصة القصيرة وسيرة ذاتية.

## وصلات خارجية
- كونراد ايكين على موقع IMDb (الإنجليزية)
- كونراد ايكين على موقع الموسوعة البريطانية (الإنجليزية)
- كونراد ايكين على موقع ميوزك برينز (الإنجليزية)
- كونراد ايكين على موقع إن إن دي بي (الإنجليزية)
- كونراد ايكين على موقع ديسكوغز (الإنجليزية)
- كونراد ايكين على موقع كينوبويسك (الروسية)

- مؤلفات كونراد ايكين في مشروع غوتنبرغ